# Stéphane Guay

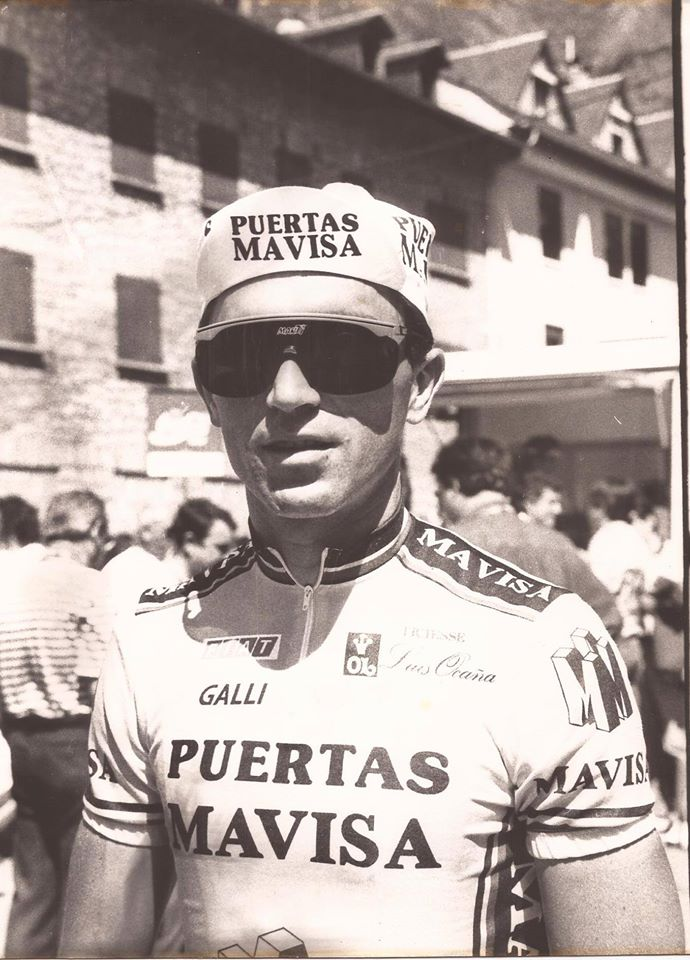
Stéphane Guay en la Vuelta a España de 1989.

Stéphane Guay es un ex ciclista profesional francés, nacido en Le Mans, el 30 de abril de 1961. Fue profesional desde 1986 hasta 1992, ambas temporadas inclusive.
Fue un ciclista discreto y solamente obtuvo una victoria profesional: una etapa en la Vuelta a Andalucía de 1986, con final en Gibraltar. Posteriormente tuvo buenas actuaciones en pruebas importantes como la París-Bourges, la Dauphiné Libéré o la Euskal Bizikleta.

## Palmarés
1985
- 1 etapa del Tour del Porvenir

1986
- 1 etapa de la Vuelta a Andalucía

1987
- 1 etapa del Tour del Porvenir

## Equipos
- Reynolds (1986-1987)
- Toshiba (1988)
- Puertas Mavisa (1989)
- Tulip Computers (1990)
- Carrefour (1991)
- VC Barentin-Carrefour (1992)